# Éprave
Éprave (en wallon Epråve) est une section et un village de la ville belge de Rochefort situés en Région wallonne dans la province de Namur.
C'était une commune à part entière avant la fusion des communes de 1977.

## Évolution démographique
- Source: DGS, 1831 à 1970=recensements population, 1976= habitants au 31 décembre

## Galerie

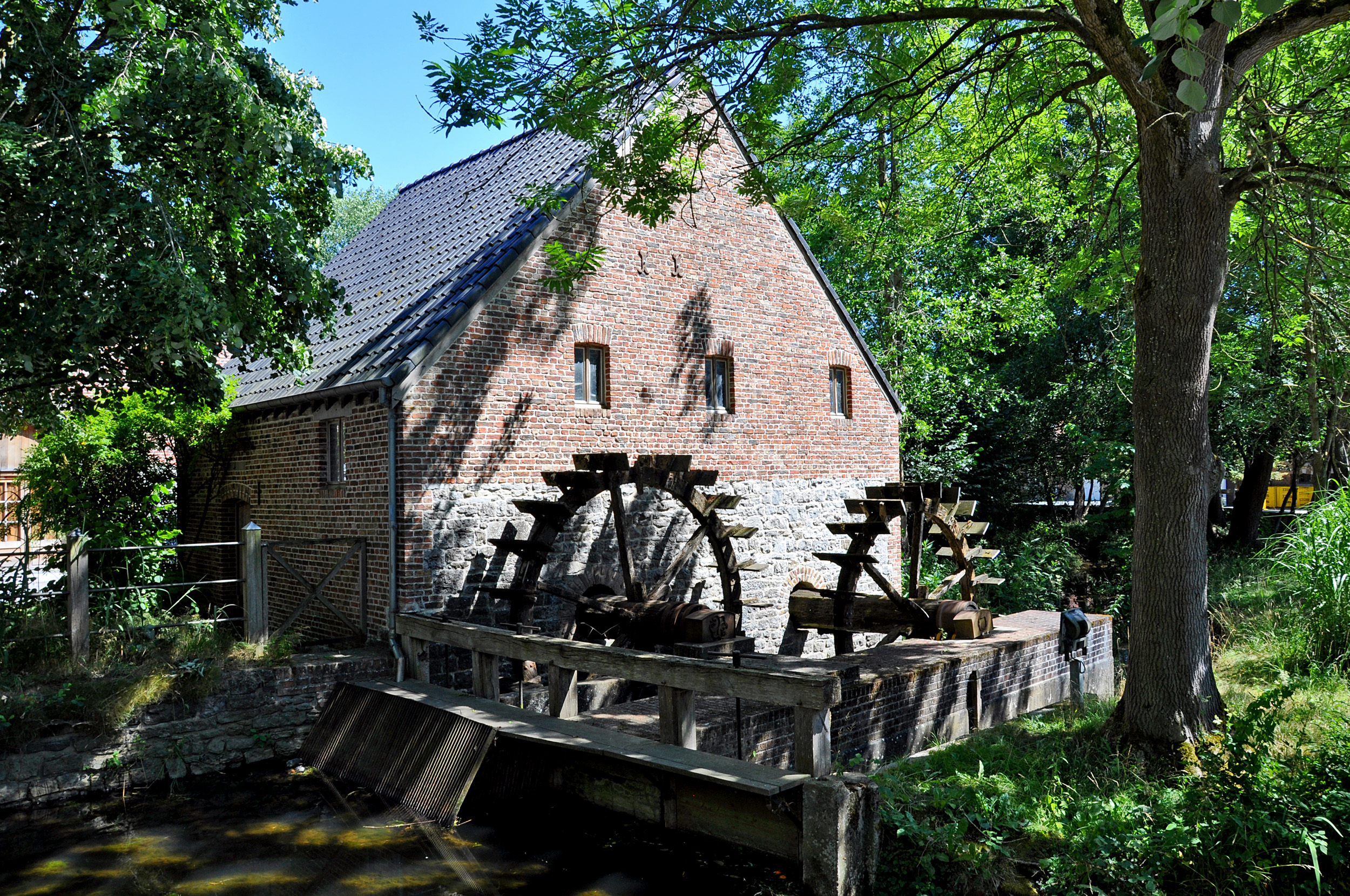
Vieux Moulin d'Eprave
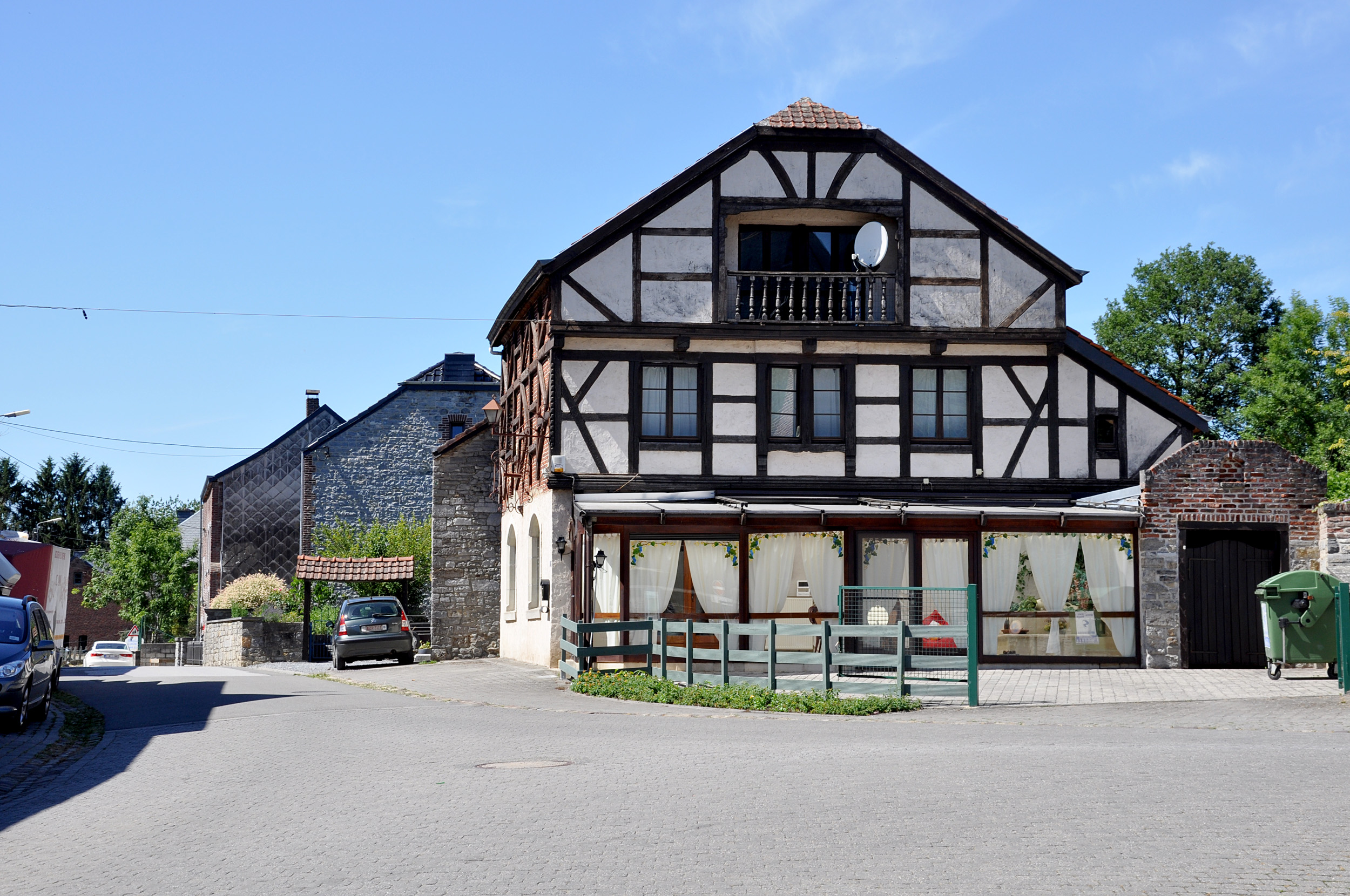
Centre-ville
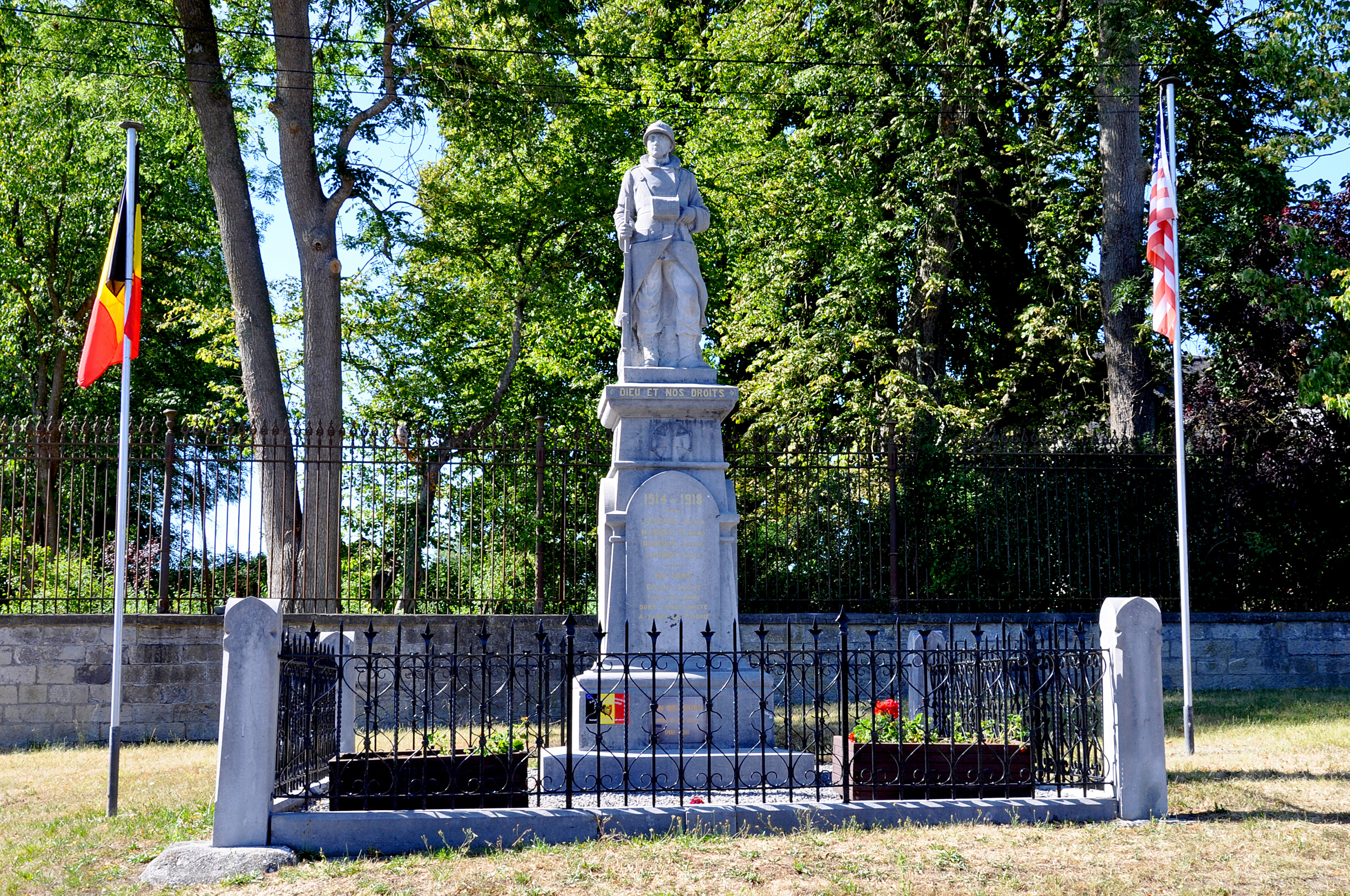
Mémorial de la Première Guerre mondiale